# Miljø- og Fødevareklagenævnet
Miljø- og Fødevareklagenævnet er et uafhængigt nævn der blev  oprettet på bagrund af lov om Miljø- og Fødevareklagenævnet (Lov nr. 1715 af 27. december 2016) og  trådte i kraft den 1. februar 2017. Det er den centrale  klageinstans for hele natur-, miljø-, landbrug-, fiskeri- og fødevareområdet i Danmark.
Der er tale om en sammenlægning af af Miljø- og Fødevareministeriets klageinstanser, henholdsvis Natur- og Miljøklagenævnet og Klagecenter for Fødevarer, Landbrug og Fiskeri, til ét nyt  for klager over afgørelser fortrinsvist på Miljø- og Fødevareministeriets område.
Nævnet er inddelt  i ni afdelinger, der der hver udgøres af en formand, der udpeges af erhvervs- og vækstministeren, to medlemmer, der udpeges af landsretterne blandt retternes medlemmer, samt to sagkyndige i henholdsvis industriforhold, jordforureningsforhold, grundvands- og vandforsyningsforhold, jordbrugsforhold, marine forhold, ferskvandsforhold, fødevareforhold, veterinærforhold eller 4 læg-medlemmer, der udpeges af Folketinget. Formand er Birgitte Egelund Sørensen (2017)
Nævnet har sekretariatsfunktioner i  Nævnenes Hus, der er en selvstændig styrelse under Erhvervsministeriet.